# Gotthardconventie
De Gotthardconventie, officieel de Internationale Conventie tussen Zwitserland, Duitsland en Italië aangaande de Sint-Gotthardspoorlijn, is een economisch verdrag tussen Zwitserland, Italië en Duitsland over de uitbating van de Gotthardtunnel, afgesloten in Bern op 13 oktober 1909.

## Context
De Gotthardconventie werd opgesteld in het kader van de nationalisatie van de Zwitserse spoorwegen aan het begin van de 20e eeuw, toen ook de Gotthardbahn werd genationaliseerd. Zwitserland beschouwde deze nationalisatie als haar eigen soeverein recht, dat los stond van buurlanden Italië en Duitsland. Deze landen verzetten zich echter tegen de nationalisatie. Beide landen hadden immers mede-geïnvesteerd in de aanleg van de Gotthardtunnel, die in 1882 werd geopend. Op 28 november 1871 besloten de drie landen namelijk dat Italië in het project zou participeren voor 45 miljoen Zwitserse frank en Duitsland voor 20 miljoen Zwitserse frank, op een totaalbudget van 187 miljoen Zwitserse frank. Van Zwitserse zijde kwam er een eeuwigdurende garantie voor de exploitatie van de spoorlijn Immensee - Chiasso, de Gotthardspoorlijn. Na het afsluiten van dit akkoord werd de Gotthardbahn opgericht, een private spoorwegmaatschappij, en gingen de werkzaamheden voor de aanleg van de Gotthardtunnel van start onder leiding van de Geneefse ingenieur Louis Favre.

## Nationalisatie
In 1872 werd de federale wet op de spoorwegen aangenomen, die de beslissingsmacht aangaande spoorwegvervoer overhevelde van de kantons naar de Confederatie, het federale beslissingsniveau. De federale beslissingsmacht zou in de jaren 1870 stelselmatig toenemen, vooral na het opkomen van economische problemen in dit decennium. In 1897 werd een nieuwe federale wet aangenomen die voorzag in het opkopen van de belangrijkste private spoorweglijnen door de Confederatie. Deze wet werd op 20 februari 1898 in een referendum goedgekeurd door 67,9% van de stemmen. Volgens deze wet was ook Gotthardbahn een van de spoorweglijnen die zouden worden genationaliseerd. De nationalisatie werd vanaf 1904 aangekondigd, om per 1 mei 1909 in volle werking te treden.

## Italiaans-Duitse tegenstand
De Italiaanse en Duitse regeringen waren evenwel niet bij dit beslissingsproces betrokken en werden door de Zwitsers voor een voldongen feit gesteld. Beide landen verzetten zich dan ook tegen de nationalisatie van de Gotthardbahn toen zij op 11 februari 1909 met een gemeenschappelijke verklaring voor de dag kwamen waarin ze verklaarden dat de nationalisatie ook zou afhangen van hun goedkeuring. Hierop werd er van 24 maart tot 20 april 1909 een conferentie belegd met vertegenwoordigers van de drie landen. De drie landen sloten een akkoord waarbij werd afgesproken dat Italië en Duitsland zouden afzien van hun kapitaal in het Gotthardproject en aan de privileges aangaande de uitbating van de tunnel, maar dat deze landen in ruil konden rekenen op tariefverminderingen voor hun transitverkeer op het Zwitserse spoorwegennetwerk volgens de clausule van de meest begunstigde natie. Vervolgens werd op 13 november 1909 te Bern de Internationale Conventie tussen Zwitserland, Duitsland en Italië aangaande de Sint-Gotthardspoorlijn ondertekend.

## Zwitserse ratificatie
De Bondsraad stelde op 9 november 1909 aan de Bondsvergadering voor de Gotthardconventie aan te nemen. Vooral in Romandië beschouwden sommigen de Gotthardconventie echter als een aantasting van de nationale soevereiniteit, waarna er een grote protestbeweging op gang kwam tegen de conventie. Er werd onder meer een petitie van 116.000 handtekeningen overhandigd aan de Bondsvergadering. In de Nationale Raad toonde onder meer het liberale parlementslid Édouard Secretan zich dan weer voorstander van de Gotthardconventie. De tegenstand leidde er echter toe dat de Nationale Raad en de Kantonsraad pas vier jaar later, in april 1913, de conventie zouden goedkeuren. De conventie trad vervolgens met terugwerkende kracht in werking op 1 mei 1909, de dag van de nationalisatie van de spoorlijn door de Zwitserse overheid.

## Gevolgen
Op binnenlands vlak was de commotie aangaande de Gotthardconventie in het kanton Vaud de aanleiding voor het zogenaamde bevolkingsinitiatief "facultatief referendum bij internationale verdragen", dat voor doel had om in de Zwitserse Grondwet een bepaling op te nemen die stelt dat de internationale verdragen die Zwitserland afsluit het voorwerp kunnen uitmaken van een facultatief referendum. In de loop van 1913 werden voldoende handtekeningen verzameld en kreeg het bevolkingsinitiatief doorgang. De uitbraak van de Eerste Wereldoorlog in 1914 leidde er echter toe dat het bevolkingsinitiatief op de lange baan werd geschoven. Uiteindelijk zou na de oorlog het bevolkingsinitiatief bij referendum van 30 januari 1921 door de bevolking en de kantons worden aangenomen. De betrokken regel situeert zich vandaag in artikel 141 van de Zwitserse Grondwet.
Om tijdens de Tweede Wereldoorlog, waarin Zwitserland neutraal was gebleven, de doorvoer door de Gotthardtunnel van bepaalde goederen uit nazi-Duitsland en het fascistische Italië te beperken of te weigeren, beriep Zwitserland zich op de Conventie van Den Haag van 1907 en op artikel 3 van de Gotthardconventie, dat Zwitserland het recht toekende om "de nodige maatregelen te nemen voor het behoud van de neutraliteit en de verdediging van het land."
De Gotthardconventie is tot op heden in werking.